# Flatiron Lake
Der Flatiron Lake ist ein See in den Ganymede Heights auf der Alexander-I.-Insel westlich der Antarktischen Halbinsel. Er liegt am südlichen Ende des Flatiron Valley.
Das UK Antarctic Place-Names Committee benannte ihn 2002 in Anlehnung an die Benennung des gleichnamigen Tals.